# 道格敦 (沃克縣)
道格敦（英語：Dogtown）是位於美國阿拉巴馬州沃克縣的一個非建制地區。該地的面積和人口皆未知。

## 地理
道格敦的座標為33°56′53″N 87°34′00″W / 33.94806°N 87.56667°W，而該地的平均海拔高度為182米（即597英尺）。